# فيليب جوليس فرانسوا مانشيني
فيليب جوليس فرانسوا مانشيني (بالفرنسية: Philippe Jules François Mancini)‏ هو شاعر فرنسي، ولد في 1676 في باريس في فرنسا، وتوفي بنفس المكان في 1768.